# Barrio de Centro del Cerrillo
Barrio de Centro del Cerrillo är en ort i Mexiko.   Den ligger i kommunen Villa Victoria och delstaten Mexiko, i den sydöstra delen av landet, 90 km väster om huvudstaden Mexico City. Barrio de Centro del Cerrillo ligger 2 842 meter över havet och antalet invånare är 2 203.
Terrängen runt Barrio de Centro del Cerrillo är huvudsakligen kuperad, men åt sydväst är den platt. Runt Barrio de Centro del Cerrillo är det ganska tätbefolkat, med 166 invånare per kvadratkilometer. Närmaste större samhälle är San Pedro Los Baños, 17,0 km nordost om Barrio de Centro del Cerrillo. Trakten runt Barrio de Centro del Cerrillo består till största delen av jordbruksmark.